# Svante Simonsson
Erik Svante Simonsson, född 21 augusti 1914 i Töcksmarks församling i Värmlands län, död 4 oktober 1971, var en svensk företagsledare. 
Simonsson, som var son till bruksförvaltaren Elof Simonsson och Agnes Ruus, utexaminerades från Chalmers tekniska högskola 1937. Han var anställd vid Original-Odhner 1938–1939, vid SKF 1939–1940, blev planeringschef vid SAAB i Trollhättan 1940, produktionschef där 1948, var överingenjör 1952–1953, direktör och produktionschef AB Bolinder-Munktell i Eskilstuna 1954–1956 och vice verkställande direktör vid AB Volvo från 1956. Han var styrelseledamot i bland annat AB Bolinder-Munktell, Facit AB och Coronaverken AB samt ordförande i Sveriges verkstadsförenings västra krets från 1963 och i AB Asken från 1966. 